# Châteaubriant
Châteaubriant is een gemeente in het Franse departement Loire-Atlantique (regio Pays de la Loire). De gemeente telde 12.231 inwoners op 1 januari 2022. De plaats is de onderprefectuur van het arrondissement Châteaubriant-Ancenis. Het is de hoofdstad van de landstreek Pays de la Mée. 
De stad heeft een rijke geschiedenis met zijn kasteel, de romaanse kerk Saint-Jean de Béré en zijn eeuwenoude markt Foire de Béré.
In de gemeente ligt spoorwegstation Châteaubriant.

## Geschiedenis

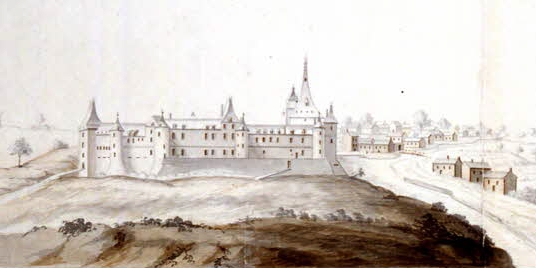
Châteaubriant in de 18e eeuw

In de vroege 11e eeuw werd hier in opdracht van de graaf van Rennes aan de oever van de Chère een mottekasteel gebouwd. Het bewaakte de grens van Bretagne met Frankrijk. Enkele jaren later werd ook de priorij Saint Sauveur de Béré gesticht. Rond beide ontstond de plaats Châteaubriant.
In het kasteel woonden de baronnen van Châteaubriant. De baronie kwam in handen van de machtige familie de Dinan. In 1488 werd de stad ingenomen en verwoest door het Franse leger van Lodewijk II de la Trémoille. Dit luidde de inlijving van Bretagne bij Frankrijk in. Het kasteel was achtereenvolgens bezit van de families Montmorency en de Condé.
Na de Franse Revolutie werd het kasteel aangeslagen en verkocht. Het kwam in 1853 in het bezit van het departement. Vanaf 1860 werden de stadsmuren grotendeels geslecht. In de 19e eeuw ontwikkelde Châteaubriant met zijn metallurgie zich als een industrieel centrum in een verder landelijk gebied. Exponent van de industrie van Châteaubriant was de firma Huard (1863-1987), die landbouwwerktuigen maakte.
Op 22 oktober 1941 werden in een steengroeve in de gemeente 27 gijzelaars uit het Camp de Choisel geëxecuteerd door de Duitsers. Dit was een vergelding voor de moordaanslag door het Franse verzet op een Duitse officier in Nantes.

## Bezienswaardigheden
Historische monumenten zijn het middeleeuwse kasteel van Châteaubriant en de 11e-eeuwse kerk Saint-Jean de Béré. Het oude stadscentrum is ook bezienswaardig met gebouwen als het Maison de l'Ange, het Hôtel de la Houssaye, de Porte Neuve en de Tour du Four Banal.
Het kasteel gaat terug tot de 11e eeuw. Vanaf 1490 werd het middeleeuwse kasteel omgebouwd tot een renaissancekasteel door achtereenvolgens Françoise de Dinan en Jean de Laval. Zij lieten ook een parktuin aanleggen.

### Musea
- Maison Huard, museum geopend in 2009 over de geschiedenis van de firma Huard
- Musée de la Résistance, museum geopend in 2001 over de geschiedenis van het verzet en de deportaties tijdens de Tweede Wereldoorlog

### Afbeeldingen

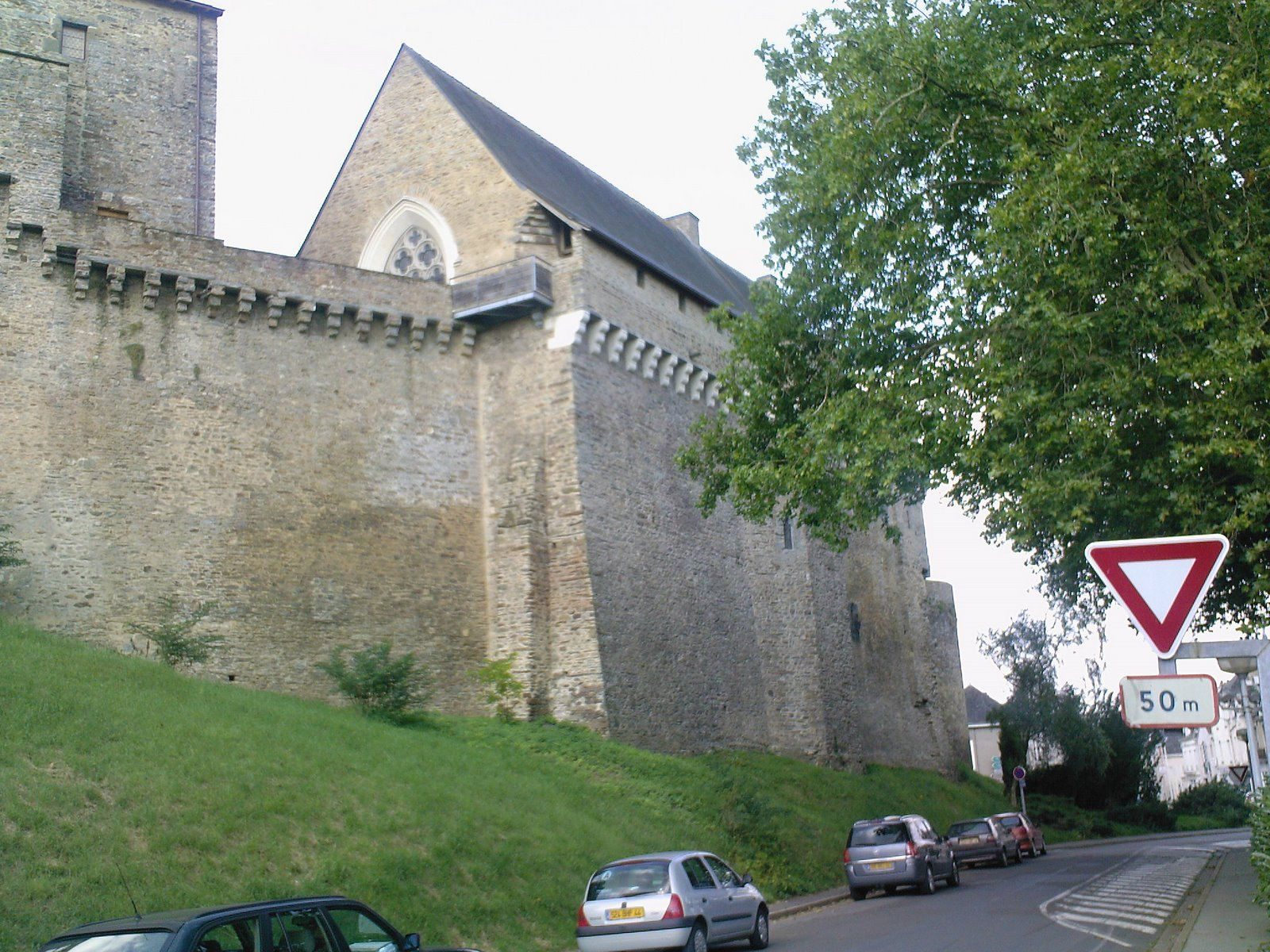
Kasteel
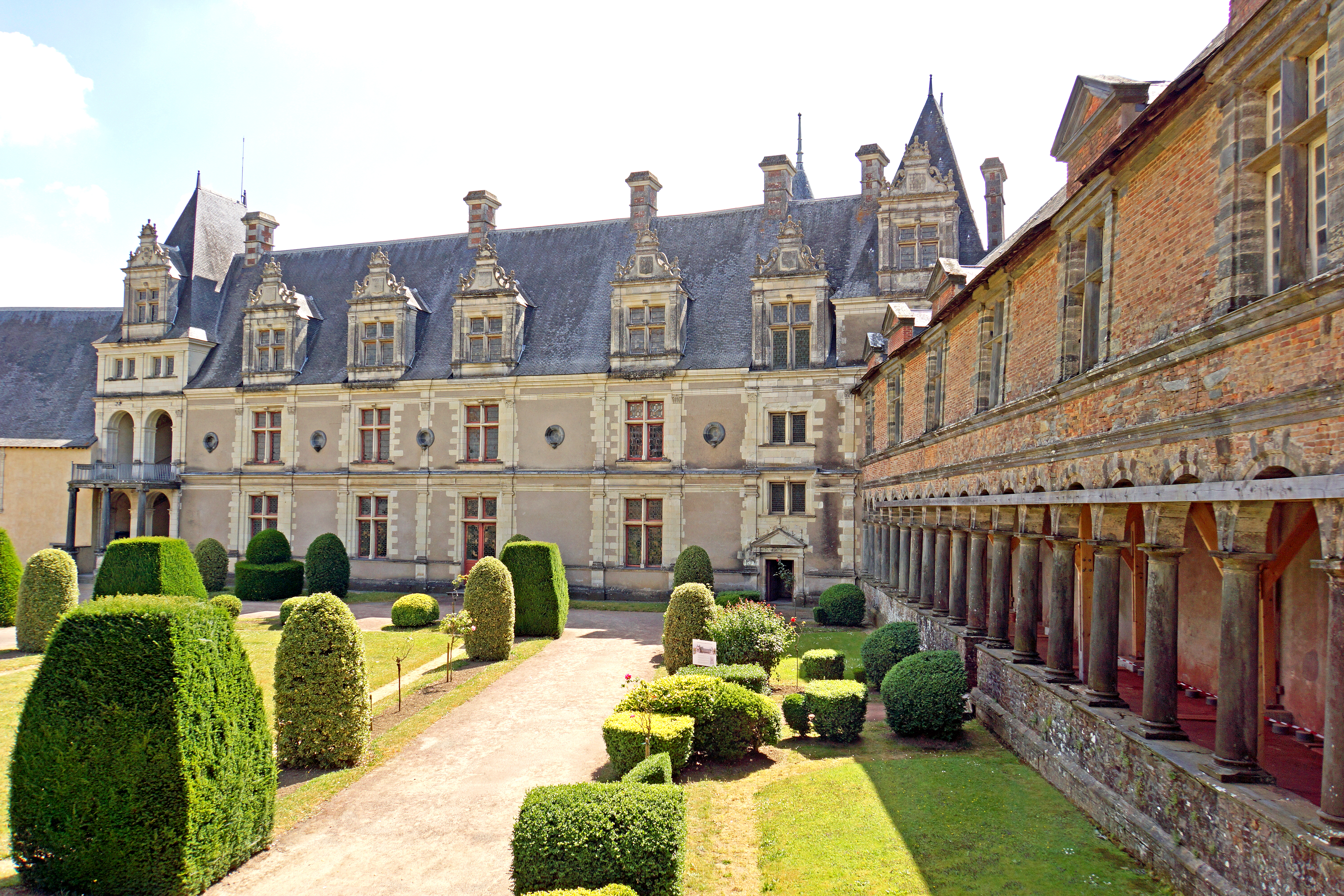
Kasteel
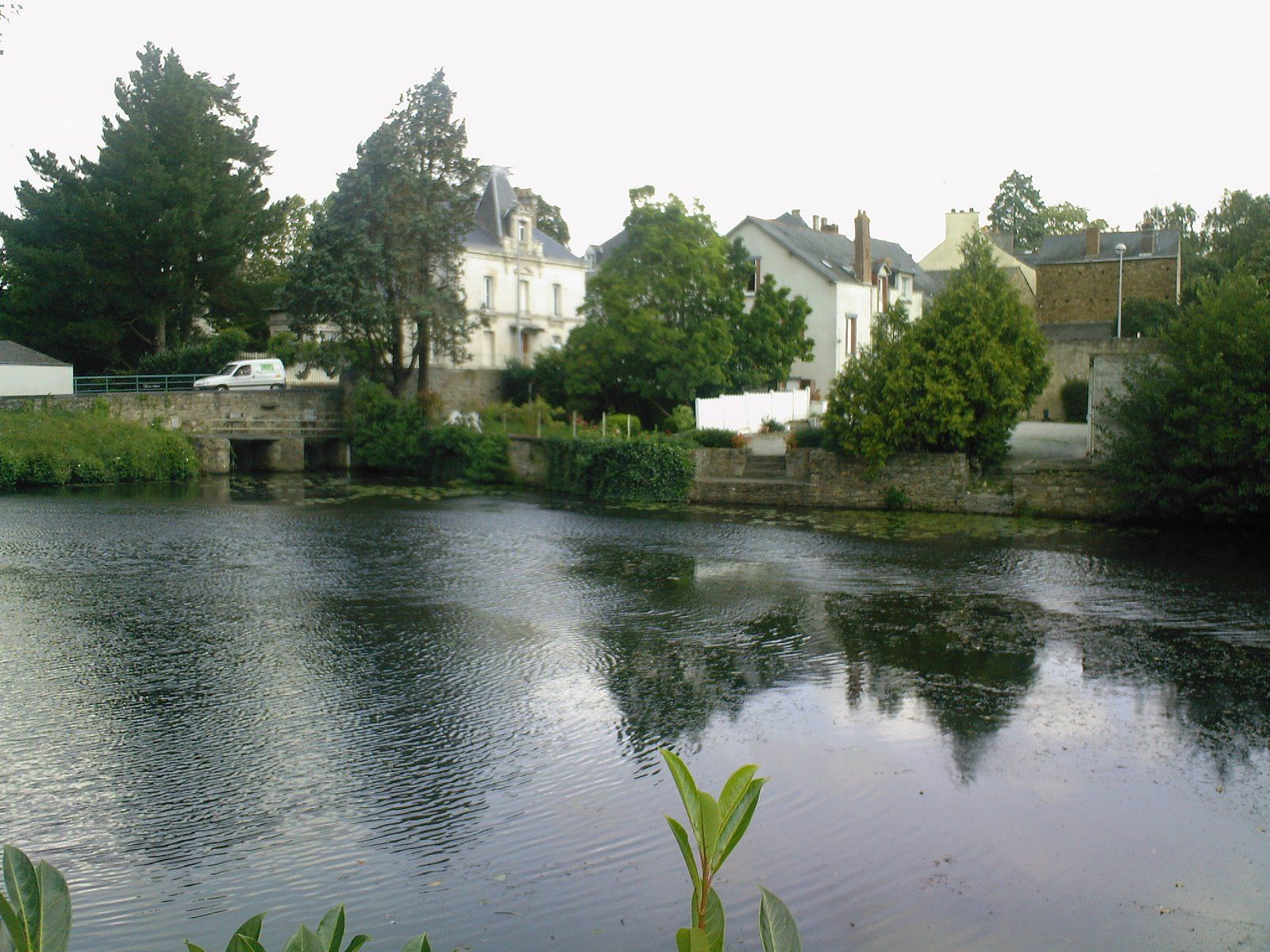
Étang de la Torche
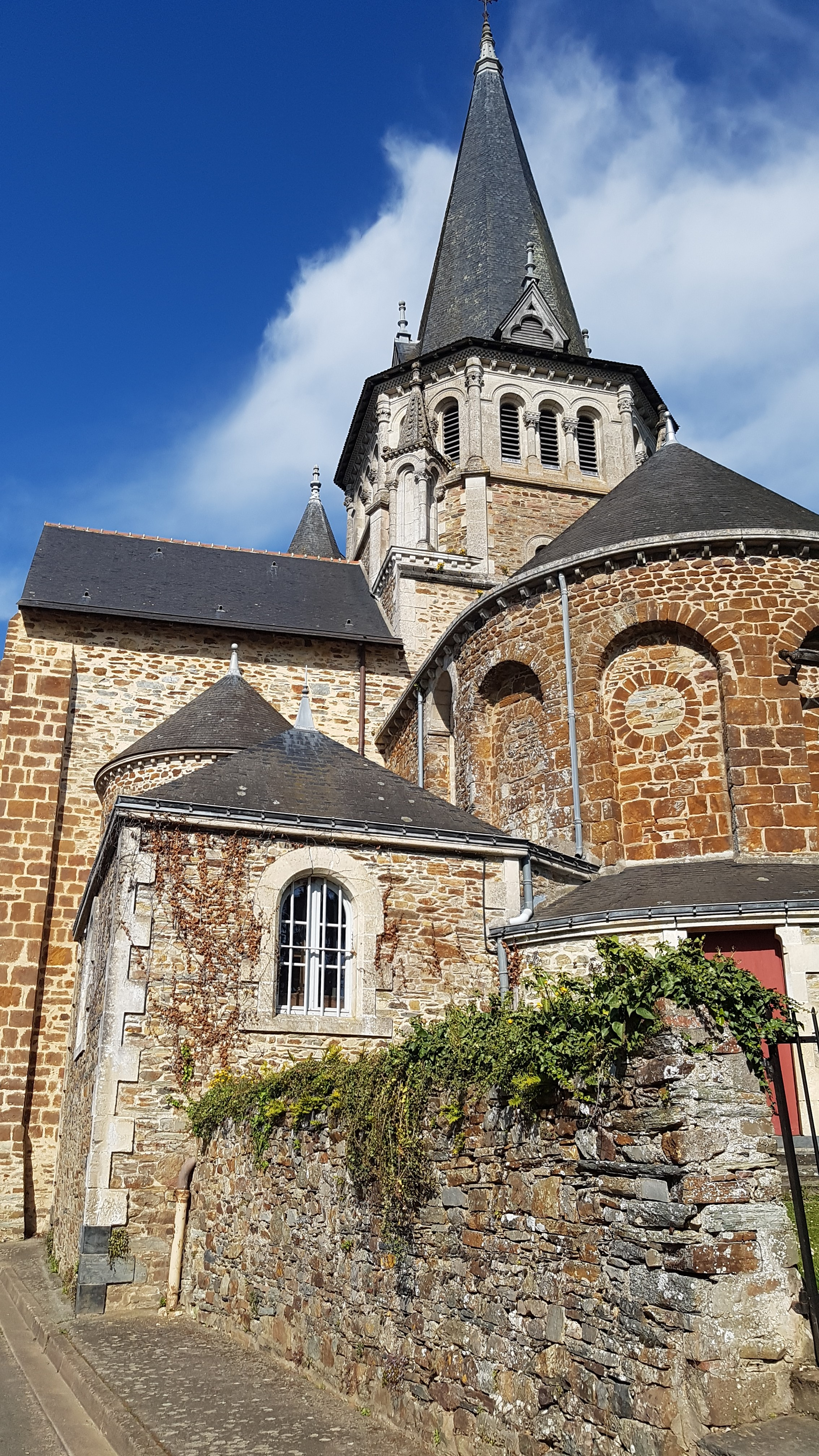
Kerk Saint-Jean de Béré
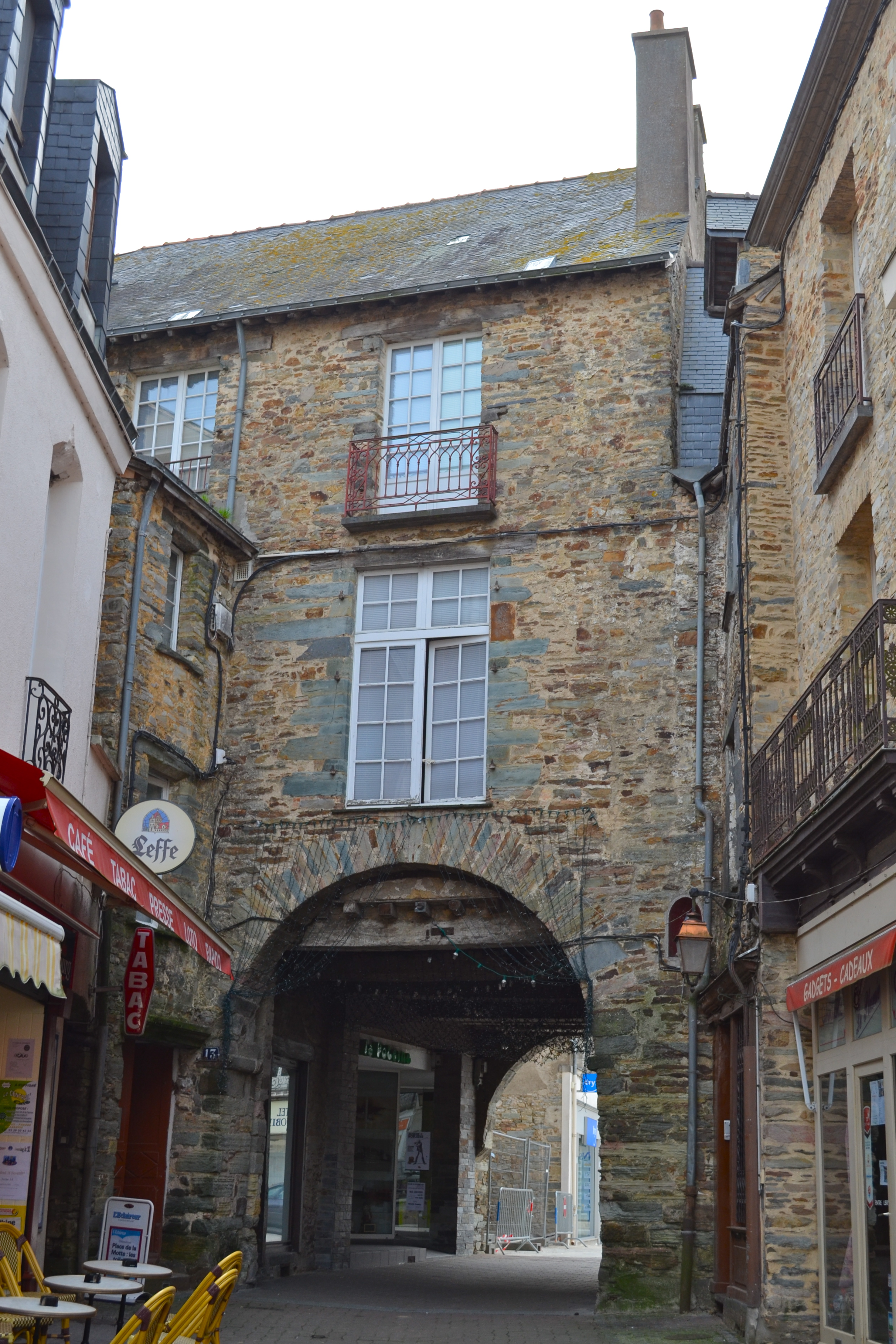
Porte Neuve
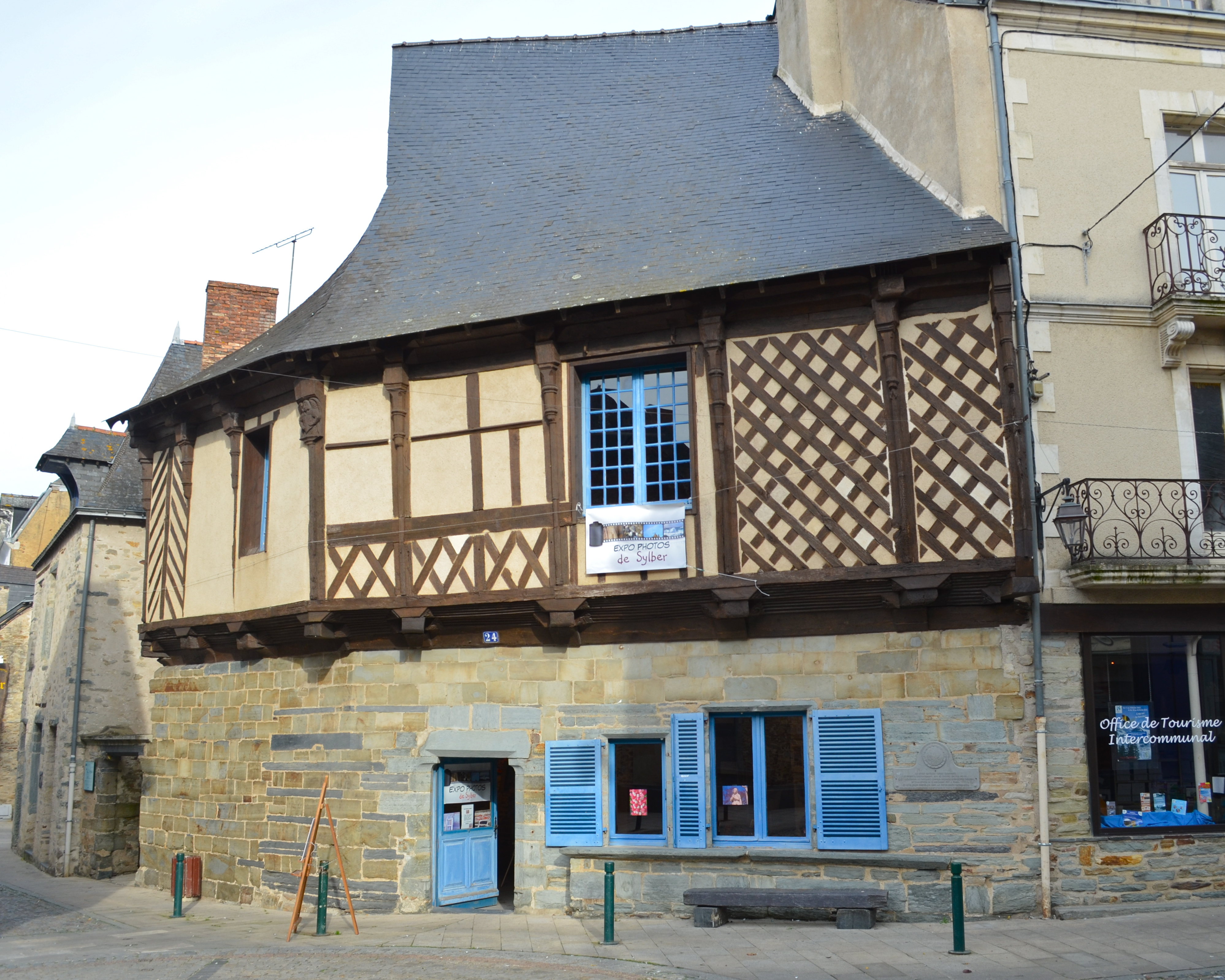
Maison de l'Ange
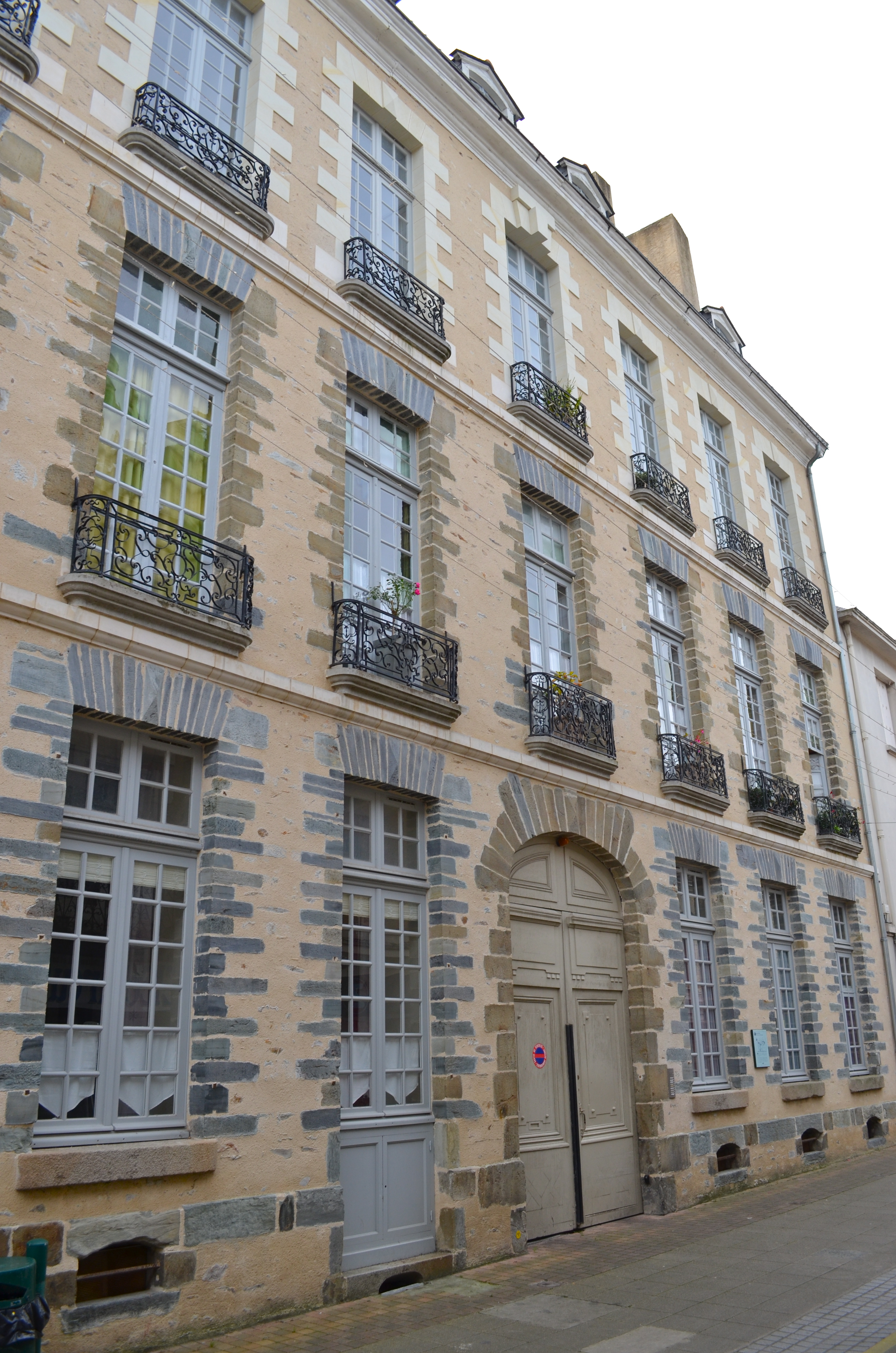
Hôtel de la Houssaye

## Geografie
De oppervlakte van Châteaubriant bedroeg op 1 januari 2022 33,62 vierkante kilometer; de bevolkingsdichtheid was toen 363,8 inwoners per km².
De Chère stroomt door de gemeente.
De onderstaande kaart toont de ligging van Châteaubriant met de belangrijkste infrastructuur.

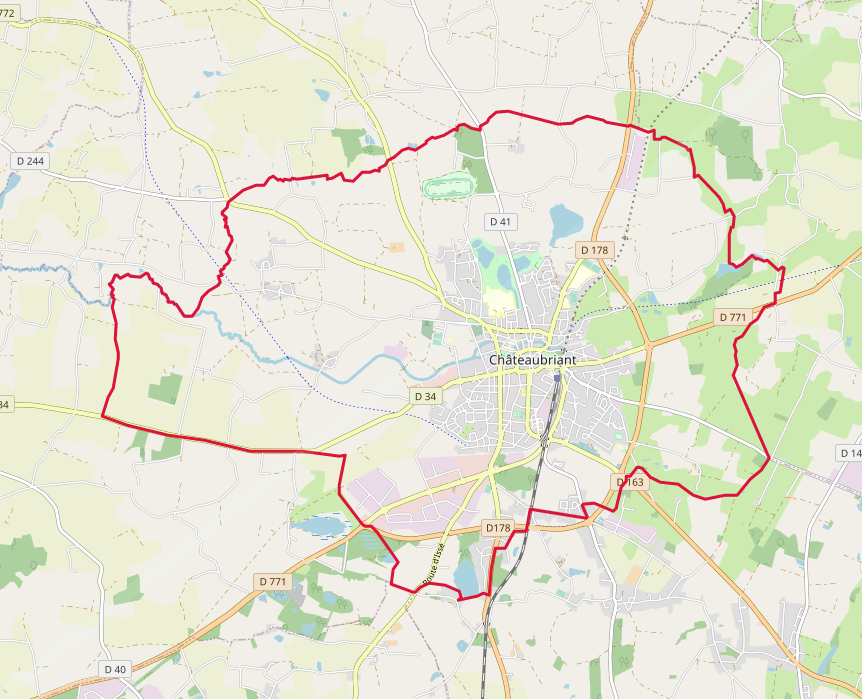

## Demografie
Onderstaande figuur toont het verloop van het inwonertal (bron: INSEE-tellingen).